# Leptanthura guianae
Leptanthura guianae är en kräftdjursart som beskrevs av Brian Frederick Kensley 1982. Leptanthura guianae ingår i släktet Leptanthura och familjen Leptanthuridae. Inga underarter finns listade i Catalogue of Life.